# Laramie County
Laramie County is een van de 23 county's in de Amerikaanse staat Wyoming.
De county heeft een landoppervlakte van 6.957 km² en telt 81.607 inwoners (volkstelling 2000). De hoofdplaats is Cheyenne.

## Bevolkingsontwikkeling

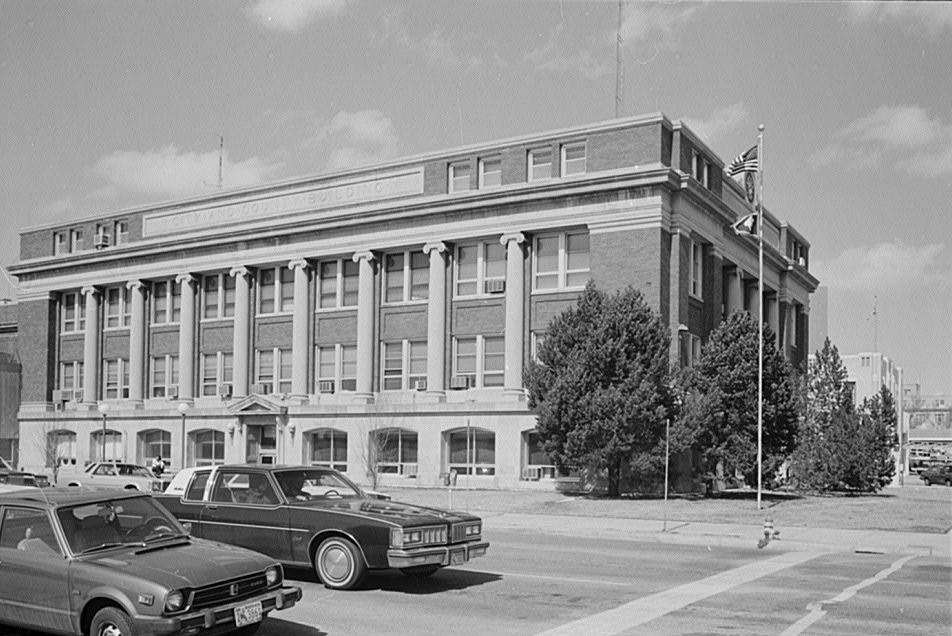
City and County Building in Cheyenne

Albany · Big Horn · Campbell · Carbon · Converse · Crook · Fremont · Goshen · Hot Springs · Johnson · Laramie · Lincoln · Natrona · Niobrara · Park · Platte · Sheridan · Sublette · Sweetwater · Teton · Uinta · Washakie · Weston